# Jonathan Togo
Jonathan Frederick Togo (Rockland, 25 augustus 1977) is een Amerikaans acteur.
Velen zullen hem kennen van CSI: Miami, waarin hij Ryan Wolfe speelt. Ook was hij te zien in Mystic River, een film met Sean Penn.

## Biografie

### Jeugd
Togo werd geboren in Rockland, waar zijn ouders Sheila, winkeleigenaresse, en Micheal, grafisch ontwerper, woonden. Zijn moeder is half Italiaans, half Iers. Zijn vader is Joods, waar de oorspronkelijke familienaam 'Tonkaviev' vandaan komt. Die naam werd ooit door een voorvader ingekort.
Togo groeide op in zijn geboorteplaats. Als kind ging hij naar de Hebreeuwse school. In 1995 studeerde hij af aan de Rockland High School. Daarna ging hij studeren aan Vassar College. Hij studeerde af op theater, en hij ging verder aan de National Theater Institute of the Eugene O’Neill Theater. Op Vassar College had Togo een band gevormd, samen met [Sam Endicott en John Conway. De laatste twee zitten nu beide in de band The Bravery.

### Carrière
Jonathan Togo heeft in verschillende theaterstukken gespeeld, waaronder Our Country's Good. Voor dit toneelstuk kreeg hij de Margaret Thatcher Kazan Award. Sinds zijn rol als Ryan Wolfe in CSI: Miami is Togo echt bekend geworden, maar hij heeft ook nog in andere films en series gespeeld. In 2008 schreef hij zijn eigen internetserie My Best Friend Is My Penis voor Atom.com.

## Film- en televisierollen
- Somebody Up There Likes Me (film, 2013)
- Identical (film, 2011), als Rich Washington
- CSI: Miami (2004-2012), als Ryan Wolfe
- Raccoon (2006)
- The Jury (2004, 1 aflevering), als Dennis Dudley
- Ed (2003, 1 aflevering), als Keith Kessler
- Law & Order (2003, 1 aflevering), als Eddie
- Mystic River (2003), als Pete
- Judging Amy (2003, 1 aflevering), als Charles 'DJ Dizz' Simbour
- Special Unit 2 (2001-2002, 12 afleveringen), als Jonathan